# کوماتسوشیما، توکوشیما
کوماتسوشیما در استان توکوشیما در کشور ژاپن واقع شده‌است که دارای جمعیت ۴۱٬۵۴۰ نفر و مساحت ۴۵٫۲۴ کیلومتر مربع با تراکم جمعیت ۹۱۸ نفر در کیلومترمربع است و در تاریخ ۱ ژوئن ۱۹۵۱ به عنوان شهر شناخته شد.